# Małgorzata Kamińska (judoczka)
Małgorzata Kamińska (ur. 21 października 1984) – polska judoczka.

## Kariera
Była zawodniczka klubów: BKS Hetman Białystok (1998-2004), KS AZS-AWF Warszawa (2004-2008). Wicemistrzyni Polski seniorek 2006 w kategorii do 48 kg oraz dwukrotna brązowa medalistka mistrzostw Polski seniorek (2004 - kat. do 52 kg, 2007 - kat. do 48 kg). Ponadto m.in. młodzieżowa wicemistrzyni Polski 2005 i wicemistrzyni Polski juniorek 2005. 